# Микровълнова фурна
Микровълновата фурна (често наричана и микровълнова печка) е домакински електроуред, използващ енергията на микровълните за обработка на храна. За разлика от класическата фурна в готварската печка, при микровълновата се постига нагряване едновременно в целия обем на храната. Използва се предимно за затопляне на вече сготвена храна, включително полуфабрикати, но с нея може и да се готви.

## История
Американският инженер Пърси Спенсър пръв забелязва способността на свърхвисокочестотното излъчване да нагрява продукти и патентова микровълновата фурна. В момента на изобретението Спенсър работи в компанията Raytheon, занимаваща се с производството на оборудване за радари. Според легендата, когато Спенсър прави експерименти с поредния магнетрон, забелязва, че парче шоколад в джоба му се е разтопило. Според друга версия, той забелязва, че се е нагрял сандвичът, сложен върху включения магнетрон. Възможно е причината за изобретението да е просто опарване, но от търговски съображения трябвало да се пази имиджът на уреда.
Патентът за микровълнова фурна е издаден през 1950 г. Първата в света СВЧ печка „Radarange“ е произведена през 1947 г. от фирмата Raytheon и е предназначена не за приготвяне на храна, а за бързо размразяване на продукти и е използвана изключително от военните (във войнишки столови и в столовите на военни болници). Височината ѝ била примерно колкото човешки ръст, масата е 340 kg, мощността – 3 kW, което примерно е два пъти повече от мощността на съвременна битова СВЧ печка. През 1949 г. започва серийното ѝ производство. Печката струвала около $3000.
През 1955 г. американската компания „Tappan Company“ за първи път представя битова микровълнова печка.
Първата битова микровълнова фурна серийно производство е пусната на пазара от японската фирма Sharp през 1962 г.

## Принцип на действие
За загряване на храната в микровълнова фурна се използват електромагнитни вълни с честота от микровълновия диапазон (за битовите фурни това е 2,45 GHz, но има индустриални модели с работна честота 915 MHz), при която определени молекули с голям диполен момент (например вода или мазнини) поглъщат енергия и протича диелектрично нагряване. Продукти, съдържащи малко вода или мазнини, се нагряват трудно в микровълнова фурна. Трудно се нагряват и храни и вещества с малък tg δ (тангенс делта – ъгъл на диелектрични загуби). Микровълните имат стерилизиращо действие.
Домашните микровълнови фурни работят на честота 2,45 GHz, т.е. дължина на вълната λ = 12,23 cm. Електромагнитни вълни се генерират от специална радиолампа – магнетрон, която е захранена с високо постоянно напрежение – около 4 000 V, и по вълновод постъпват в камерата с храната. Камерата има форма на паралелепипед, като стените ѝ са метални, с изключение на стъклената вратичка. От вътрешната страна на вратичката, както и пред гнездото на осветителната лампа, са поставени метални решетки с отвори, многократно по-малки от дължината на вълната, така че да възпрепятстват разпространението на вълните извън камерата, т.е. камерата сама по себе си представлява фарадеев кафез. Освен това микровълновите фурни са снабдени със защита, която спира излъчването на микровълни при отваряне на вратата по време на готвене. Защитите винаги са няколко, независими една от друга. Също така фурните имат вентилатор, който охлажда оборудването и вентилира обема за готвене. В повечето микровълнови фурни храната се поставя върху въртяща се поставка за по-равномерно нагряване, а по-скъпите модели са снабдени и с въртящ се рефлектор, разположен на тавана на камерата. Някои съвременни микровълнови фурни имат и грил, т.е. възможност за комбинирано печене (микровълни + грил), което повишава качеството на сготвената храна.

## Управление
Микровълновите фурни могат да имат механично или електронно управление. Тези с механично се управляват обикновено чрез два регулатора – чрез единия се настройва мощността (която се регулира на принципа включено – изключено, с променливо съотношение при редуването им), а чрез другия (таймера) – времето за нагряване. При микровълнови печки с електронно управление времето се настройва с точност до 1 s чрез електронен панел за управление и имат специални програми за готвене в зависимост от вида на храната. По-новите модели имат инверторни захранвания, които използват широчинно-импулсна модулация, за да се осигури ефективно продължително загряване при намалена мощност, така че храните да са нагряват по-равномерно при дадено ниво на мощност и да се нагряват по-бързо, без да се повредят от неравномерно нагряване.